# 別津丘克區

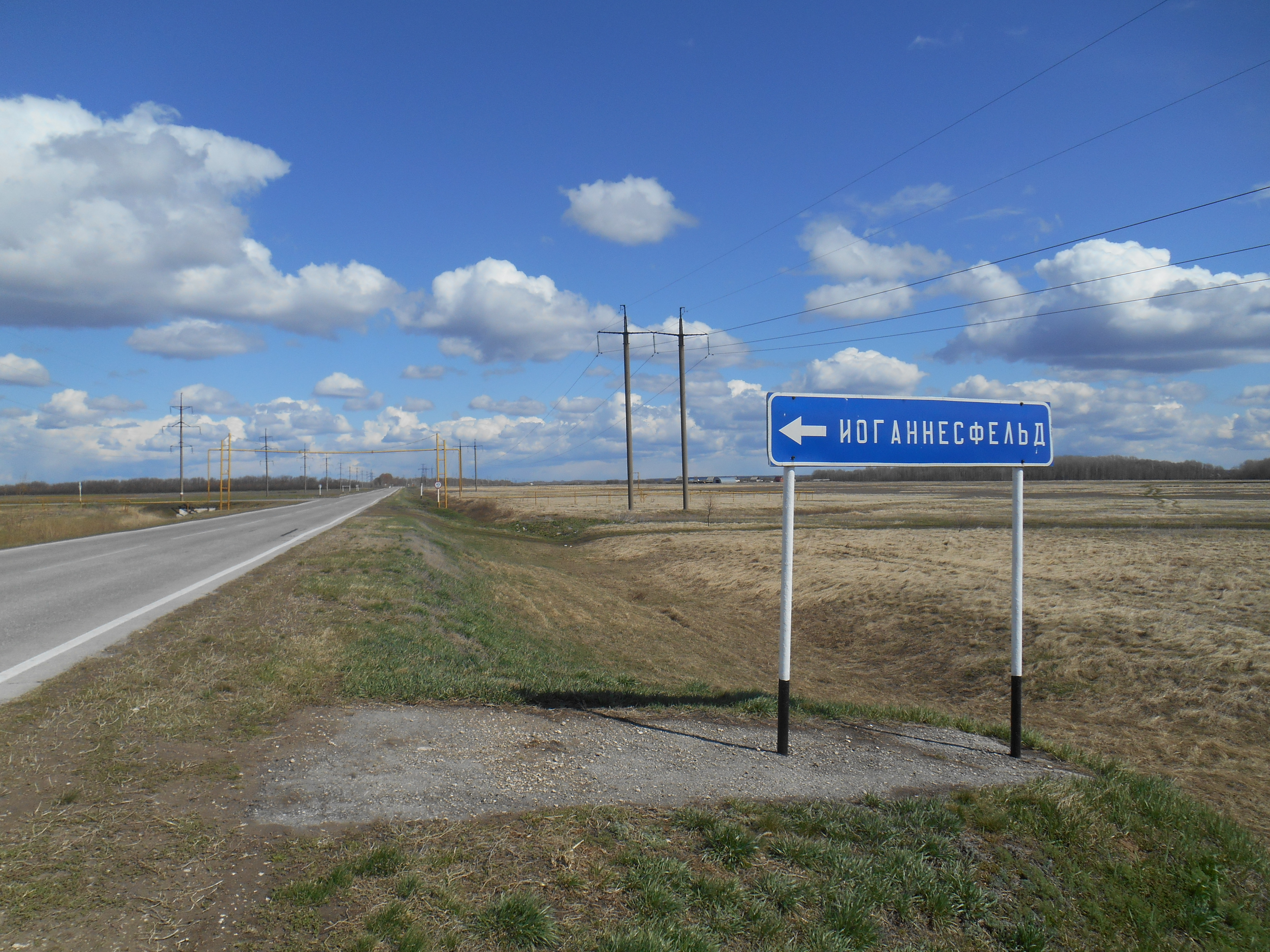

52°59′N 49°26′E / 52.983°N 49.433°E
別津丘克區（俄语：Безенчукский район），是俄羅斯的一個區，位於該國西南部，由薩馬拉州負責管轄，面積1,988.8平方公里，2010年人口42,095，人口密度每平方公里21.17人。